# Wýaçeslaw Krendelew
Wýaçeslaw Krendelew (en ruso: Вячесла́в Никола́евич Кренделёв; Asjabad, RSS de Turkmenistán, 24 de julio de 1982) es un exfutbolista y entrenador de fútbol turkmenistano que jugaba en las posiciones de centrocampista y delantero. Actualmente es el entrenador del ZFK CSKA Moscow del Campeonato Ruso de fútbol femenino.

## Carrera

### Club
| Periodo   | Club                            | Apariciones | Goles |
| --------- | ------------------------------- | ----------- | ----- |
| 2000–2002 | Galkan Asgabat                  | 51          | 11    |
| 2003      | Nisa Asgabat                    | 17          | 8     |
| 2004–2006 | FC Taraz                        | 79          | 12    |
| 2007      | FC Terek Grozny                 | 36          | 3     |
| 2008–2009 | FC Amkar Perm                   | 0           | 0     |
| 2009      | → FC Metallurg Lipetsk (cedido) | 33          | 5     |
| 2010      | FC Baltika Kaliningrad          | 36          | 1     |
| 2011–2012 | FC Luch-Energiya Vladivostok    | 41          | 0     |
| 2012–2013 | FC SKA-Energiya Khabarovsk      | 33          | 2     |
| 2013–2016 | FC Luch-Energiya Vladivostok    | 60          | 2     |

### Selección nacional
Jugó para Turkmenistán en 15 ocasiones de 2004 a 2011 y anotó dos goles; participó en la Copa Asiática 2004 y en la Copa Desafío de la AFC 2008.

### Entrenador
| Periodo   | Club               |
| --------- | ------------------ |
| 2018-2022 | FC Strogino Moscow |
| 2022-     | ZFK CSKA Moscow    |

## Logros
- Ýokary Liga (1): 2003
- Copa de Kazajistán (1): 2004
- Copa FNL (1): 2014

## Estadísticas

### Apariciones con selección nacional por año
| Turkmenistán | Turkmenistán | Turkmenistán |
| Año          | Apariciones  | Goles        |
| ------------ | ------------ | ------------ |
| 2004         | 3            | 0            |
| 2005         | 0            | 0            |
| 2006         | 0            | 0            |
| 2007         | 2            | 0            |
| 2008         | 9            | 1            |
| 2009         | 0            | 0            |
| 2010         | 0            | 0            |
| 2011         | 1            | 1            |
| Total        | 15           | 2            |

### Goles con selección nacional
| #  | Fecha     | Sede                                                           | Rival      | Marcador | Resultado | Torneo                                               |
| -- | --------- | -------------------------------------------------------------- | ---------- | -------- | --------- | ---------------------------------------------------- |
| 1. | 1-8-2008  | G. M. C. Balayogi Athletic Stadium, Hyderabad, India           | Afganistán | 2–0      | 5–0       | 2008 AFC Challenge Cup                               |
| 2. | 23-7-2011 | Saparmurat Turkmenbashi Olympic Stadium, Asjabad, Turkmenistán | Indonesia  | 1–1      | 1–1       | Clasificación para la Copa Mundial de Fútbol de 2014 |